# Epiphyllum cartagense
Epiphyllum cartagense ist eine Pflanzenart in der Gattung Epiphyllum aus der Familie der Kakteengewächse (Cactaceae). Das Artepitheton cartagense verweist auf das Vorkommen der Art bei Cartago.

## Beschreibung
Epiphyllum cartagense wächst mit aufrechten, übergebogenen oder hängenden Trieben. Die unbedornten Haupttriebe sind an der Basis dreikantig oder drehrund. Sie werden bis zu 2 Meter lang und tragen häufig zahlreiche Luftwurzeln. In ihrem oberen Teil erscheinen die Seitentriebe, die fast rechtwinklig abzweigen und in drei Reihen angeordnet sind. Der obere 2 bis 7 Zentimeter breite Abschnitt der Seitentriebe ist abgeflacht, gelappt und gezähnt. Die Areolen tragen keine Dornen.
Die röhrig-trichterförmigen Blüten erscheinen meist an den abgeflachten Teilen der Seitentriebe. Sie sind 15 bis 18 Zentimeter lang. Ihre sehr schlanke Blütenröhre ist an aufrechten Trieben fast gerade. An hängenden Trieben ist sie stark gebogen. Die äußeren Blütenhüllblätter sind gelb, die inneren weiß. Die Staubblätter stehen in einem einzigen Kreis. Die ellipsoiden, roten, ein wenig duftenden Früchte werden 7 bis 8 Zentimeter lang.

## Verbreitung, Systematik und Gefährdung
Epiphyllum cartagense ist in Costa Rica in den Provinzen Cartago, Guanacaste und San José verbreitet.
Die Erstbeschreibung als Phyllocactus cartagensis wurde 1902 von Frédéric Albert Constantin Weber veröffentlicht. Nathaniel Lord Britton und Joseph Nelson Rose stellten die Art 1913 in die Gattung Epiphyllum.
In der Roten Liste gefährdeter Arten der IUCN wird die Art als „Least Concern (LC)“, d. h. als nicht gefährdet geführt.

## Nachweise